# Krishna Chakravarty
Krishna Chakravarty (Benarés, Índia, 1958) és una citarista de l'Índia. És degana de la Facultat de Música de la Universitat Hindú de Benarés. És una de les poques sitaristes que han rebut el reconeixement com a mestra a una edat primarenca. Va començar els seus estudis de sitar amb el Dr. Ram Das Chakravarty i des de 1971 estudia amb el cèlebre Ravi Shankar. S'ha presentat en diversos països del món, en el Palau Reial del Nepal, a Europa, a universitats nord-americanes i a Argentina.